# Escobaria vivipara
Espèce
Statut de conservation UICN

 LC  : Préoccupation mineure
Statut CITES
Escobaria vivipara est un cactus (famille des Cactaceae) à fleurs roses, très épineux, présentant plusieurs variétés. Il est endémique du continent américain.

## Description morphologique

### Appareil végétatif
Ce cactus peut atteindre de 4 à 15 cm de hauteur. Il est formé d'une tige assez petite, quasi sphérique (4 à 15 cm de largeur) ou en forme de tonneau (environ 7 ou 8 cm de largeur). Cette tige présente des protubérances elliptiques de 6 à 9 mm de long, surtout situées sur la partie supérieure, agencées en spirale,,.
Les épines sont en groupes constitués de 3 à 4 épines centrales raides (il peut y en avoir jusqu'à 10), brunâtre à l'extrémité rouge, rose ou noire, longues de 1,3 à 2 cm de long, entourées par 12 à 20, voire 40 épines périphériques, un peu plus courtes, et de couleur blanchâtre, souvent brunâtres au bout,,.

### Appareil reproducteur
Les fleurs apparaissent entre mai et juin. Elles sont de couleur rose, rouge, mauve, jaune ou vert-jaune, de 2,5 à 5 cm de diamètre, et sont constituées de nombreux tépales à bout pointu, d'une longueur de 0,6 à 1,3 cm, à l'extérieur teinté de vert ou de brun. Les étamines, nombreuses, ont des anthères jaunes ou orangés et les stigmates peuvent être blancs ou roses.
Les fruits sont charnus, de forme elliptique, lisses ou parfois avec quelques écailles, de couleur verte même à maturité. Leur longueur varie de 1,3 à 2,5 cm. Ils contiennent des graines très petites de couleur brune ou brun-jaunâtre,.

## Répartition et habitat
Cette espèce affectionne les pentes désertiques, rocailleuses ou sableuses, on le rencontre souvent dans les associations végétales Pinus-Juniperus. On peut le rencontrer entre 75 et 2700 m d'altitude (généralement entre 1000 et 2400 m). Ce cactus résiste sans difficultés au gel intense.
Même si la variété E. vivipara vivipara peut se trouver jusque dans la province du Manitoba, la grande majorité des individus vivent dans les désert de Mojave et de Sonora. Globalement, la répartition de cette espèce va du centre du Canada, Minnesota et Oregon (États-Unis) au nord, jusqu'en Californie, Texas et nord du Mexique au sud.

## Taxinomie

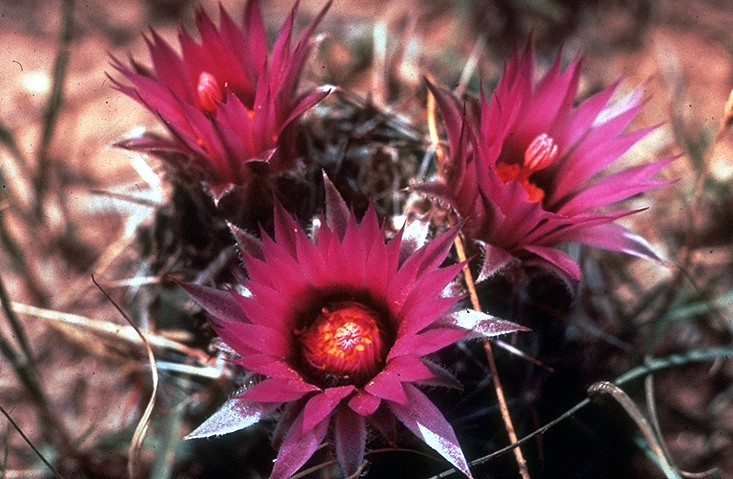
Escobaria vivipara var. radiosa.

Les différentes variétés existant dans cette espèce sont les suivantes,,:
- Escobaria vivipara var. arizonica: Nevada, Utah, Colorado, Arizona, Nouveau-Mexique, Mexique
- Escobaria vivipara var. bisbeeana: Arizona, Nouveau-Mexique, Mexique
- Escobaria vivipara var. buoflama: Arizona, Mexique
- Escobaria vivipara var. deserti (parfois appelé Escobaria vivipara var. alversonii D.R. Hunt) :  Californie, Nevada, Utah, Arizona
- Escobaria vivipara var. kaibabensis: Arizona
- Escobaria vivipara var. neomexicana: Nouveau-Mexique, Texas, Mexique
- Escobaria vivipara var. radiosa:  Nouveau-Mexique, Texas, Colorado, Oklahoma, Mexique
- Escobaria vivipara var. rosea: Californie, Nevada, Arizona
- Escobaria vivipara var. vivipara: toute l'aire de répartition, sauf Californie et Nevada

Cette espèce, décrite en 1813 sous le nom Cactus viviparus par le naturaliste d'origine britannique Thomas Nuttall dans l'ouvrage "Catalogue of New and Interesting Plants Collected in Upper Louisiana", fut un temps appelée Mammillaria vivipara (Nutt.) Haw 1819, Echinocactus viviparus (Nutt.) 1853, Mammillaria radiosa var. vivipara (Nutt.) 1907 et Coryphanta vivipara (Nutt.) Britton & Rose 1913,.
Selon le Missouri Botanical Garden, le nom valide serait Coryphantha vivipara (Nutt.) Britton & Rose 1913. Quoi qu'il en soit, le nom Escobaria vivipara a été attribué à l'espèce par le botaniste autrichien Franz Buxbaum en 1951 dans "Oesterreichische Botanische Zeitschrift".

## Statut et préservation
Escobaria vivivapara bénéficie de mesures de protection dans les états américains du Minnesota, d'Arizona et du Nevada.
Elle est protégée par le CITES en annexe II depuis 1975 et par la Communauté européenne en annexe B depuis 1997.